# Coupe de Suède masculine de handball
La Coupe de Suède masculine de handball est une compétition de handball à élimination directe opposants les clubs masculins de Suède. 
Fondée une première fois en 1967, seulement quatre éditions sont disputées avant d'être arrêtée en 1971. Onze nouvelles éditions ont lieu entre 1979 et 1990 puis ce n'est que 30 ans plus tard, en 2021, que la compétition fait sa réapparition.

## Palmarès
Le palmarès est le suivant :
| Saison                            | Vainqueur          | Score         | Finaliste        |
| --------------------------------- | ------------------ | ------------- | ---------------- |
| 1967/68                           | SoIK Hellas        | 30–21         | HK Drott         |
| 1968/69                           | Redbergslids IK    | 16–15ap       | SoIK Hellas      |
| 1969/70                           | SoIK Hellas        | 18–11         | KFUM Borås       |
| 1970/71                           | Västra Frölunda IF | 15–9          | SoIK Hellas      |
| Pas de compétition de 1971 à 1979 |                    |               |                  |
| 1979/80                           | HK Drott           | 28–25         | Irsta HF         |
| 1980/81                           | IFK Karlskrona     | 23–20         | Växjö HF         |
| 1981/82                           | HK Drott           | 31–25         | IK Heim          |
| 1982/83                           | Dalhems IF         | 22–20         | IFK Karlskrona   |
| 1983/84                           | Västra Frölunda IF | 25–9          | HK Drott         |
| 1984/85                           | HK Drott           | 19–17         | Redbergslids IK  |
| 1985/86                           | HK Drott           | 21–20         | IK Sävehof       |
| 1986/87                           | IFK Skövde         | 28–23         | HP Warta         |
| 1987/88                           | Redbergslids IK    | 23–18         | HK Drott         |
| 1988/89                           | HK Drott           | 33–16         | Katrineholms AIK |
| 1989/90                           | IF Saab            | 19–18         | Lugi HF          |
| Pas de compétition de 1990 à 2021 |                    |               |                  |
| 2021/22 (sv)                      | IK Sävehof         | 37–30 / 27–27 | Lugi HF          |
| 2022/23                           | IFK Kristianstad   | 30–31 / 35–32 | Hammarby IF      |
| 2023/24                           | Ystads IF          | 33–32         | Hammarby IF      |
| 2024/25                           | Ystads IF          | 34–28         | Önnereds HK      |

## Bilan
| Rang | Club               | Titres | Saisons                      |
| ---- | ------------------ | ------ | ---------------------------- |
| 1    | HK Drott Halmstad  | 5      | 1980, 1982, 1985, 1986, 1989 |
| 2    | SoIK Hellas        | 2      | 1968, 1970                   |
| 2    | Redbergslids IK    | 2      | 1969, 1988                   |
| 2    | Västra Frölunda IF | 2      | 1971, 1984                   |
| 2    | Ystads IF          | 2      | 2024, 2025                   |
| 6    | IFK Karlskrona     | 1      | 1981                         |
| 6    | Dalhems IF         | 1      | 1983                         |
| 6    | IFK Skövde HK      | 1      | 1987                         |
| 6    | IF Saab            | 1      | 1990                         |
| 6    | IK Sävehof         | 1      | 2022                         |
| 6    | IFK Kristianstad   | 1      | 2023                         |